# ドゥアス・カラス
『ドゥアス・カラス』（原題: Duas Caras）は、ブラジルのテレビドラマ。ヘジ・グローボで2007年10月1日から2008年5月31日まで放送された。